# Lijst van burgemeesters van Aardenburg
Dit is een lijst van burgemeesters van de voormalige Nederlandse gemeente Aardenburg in de provincie Zeeland, die op 1 januari 1995 is opgegaan in de nieuwgevormde gemeente Sluis-Aardenburg.

Gedurende enkele maanden, van 14 februari tot 28 april 1814, viel deze gemeente onder speciaal bestuur en daarna tot 19 augustus 1814 onder de toenmalige provincie Brabant.
| Ambtsperiode | Naam burgemeester                               | Leven     | Partij of stroming | Bijzonderheden                                                                                        |
| ------------ | ----------------------------------------------- | --------- | ------------------ | --- |
| 1750 - 1764  | Johannes Bybau                                  | 1711-1772 |                    | vader van zijn opvolger                                                                               |
| 1779 - 1797  | Johannes Bybau                                  | 1735-1807 |                    | zoon van zijn voorganger; 1797 "agent municipal"                                                      |
| 1797 - 1799  | Aart van Namen                                  | 1734-1808 |                    | agent municipal                                                                                       |
| 1799 - 1801  | Petrus Bernardus Huughe                         |           |                    | meijer                                                                                                |
| 1801 - 1804  | Johan Bijbau                                    |           |                    | opnieuw, nu maire                                                                                     |
| 1804 - 1806  | Adriaan Vermere                                 | 1757-1806 |                    | maire                                                                                                 |
| 1806 - 1813  | Pieter Kousmaker                                | 1750-1827 |                    | maire                                                                                                 |
| 1813 - 1831  | Abraham van den Broecke                         | 1768-1840 |                    | burgemeester                                                                                          |
| 1831 - 1850  | François van de Plassche                        | 1786-1857 |                    | |
| 1850 - 1855  | Jacob Blindenbach Jz.                           | 1809-1887 |                    | |
| 1855 - 1888  | Pieter Lodewijk Reepmaker                       | 1806-1888 |                    | |
| 1888 - 1907  | mr. Pieter Christiaan Jacob (P.Ch.J.) Hennequin | 1852-1912 | Vrije Liberalen    | tevens burgemeester van Sint Kruis                                                                    |
| 1907 - 1924  | Jacob Christiaan Reepmaker van Belle            | 1856-1924 |                    | |
| 1924 - 1945  | Th.M. Overmaat                                  | 1892-1959 |                    | Na samenvoeging in 1941 met de gemeenten Eede & Sint Kruis werd hij burgemeester van de fusiegemeente |
| 1945 - 1962  | Sjef (J.M.A.C.) van Dongen                      | 1906-1973 | KVP                | |
| 1962 - 1972  | M.G.M. van Berckel                              | 1928-2021 | KVP                | |
| 1973 - 1985  | Willy (W.L.A.) Lockefeer                        | 1928-2008 | KVP / CDA          | |
| 1985 - 1986  | Jack (J.J.P.M.) Asselbergs                      | *1945     | VVD                | Waarnemend                                                                                            |
| 1986 - 1995  | Ed (E.F.) Jongmans                              | *1951     | CDA                | |